# 罗伯托·卡雷特罗
罗伯托·卡雷特罗（西班牙語：Roberto Carretero，1975年8月30日—），生于马德里，西班牙男子网球运动员，1993年成为职业球手。他曾获得德国网球公开赛男子单打冠军。他于2001年退役。